# Wendy Schat
Wendy Moira Angela Schat (Engels: Wendy Darling) is een personage uit het verhaal Peter Pan van J.M. Barrie en in de meest verschenen vervolgverhalen en media. Haar exacte leeftijd is onduidelijk in het originele toneelstuk en boek van Barrie, toch wordt er 12 of 13 jaar oud gesuggereerd, door de zin "dat ze ongeveer Peters lengte heeft". Wendy heeft een onschuldige bewondering voor Peter, zo gauw ze hem voor het eerst ontmoet.

## Achtergrond
In het boek "Peter en Wendy" (1904) en de vervolgen daarvan, is ze een edwardiaans schoolmeisje. Het boek verklaart dat ze naar een kinderkostschool gaat met haar jongere broers, wat doorgaat voor een soort vervolg onderwijsschool. Net zoals Peter, en in de vele vervolgverhalen, wordt ze neergezet als een kind die in volle ontwikkeling naar volwassenheid onderweg is (adolescentie). Ze behoort tot de middenklasse van Londen uit die tijd (1900-1909) en is de dochter van George Schat, een deftige bankmedewerker met soms een kort lontje en zijn vrouw Mary. Wendy is het oudste kind uit het Londense gezin Schat en deelt een slaapkamer met haar twee jongere broers, Michiel en Jan (John). Zij worden door Peter Pan meegenomen naar Nooitgedachtland. De tiener wordt door Peter en zijn Verloren jongens gezien als een moederfiguur.

### Karakter
Wendy is het meest ontwikkelde karakter in het verhaal van Peter Pan en wordt door sommigen gezien als het centrale spilfiguur. Ze is trots op haar kindertijd en vertelt met grote vreugde verhalen en soms verzonnen sprookjes. Ze ziet ertegen op om volwassen te worden, merendeels door de driftbuien die haar vader soms heeft, die ze wel liefheeft maar soms heeft ze moeite met zijn woedeaanvallen. Haar doel aan het begin van het verhaal is om volwassen worden en opgroeien zo lang mogelijk uit te stellen. Ze krijgt deze kans plotseling bij de verschijning van Peter, die haar en haar broers meeneemt naar "Nooitgedachtland", waar ze voor altijd jong kunnen zijn.
Ironisch genoeg brengt deze ervaring een meer volwassen kant van Wendy naar boven. Peter en zijn stam van verloren jongen in Nooitgedachtland willen dat ze hun moeder wordt, een rol die ze na enige aarzeling op zich neemt. In deze rol vervult ze vele taken en draagt ook diverse taken op aan de jongens.
De "vriendschappelijke" relatie tussen Peter en Wendy leidt bij het elfje Tinkelbel tot grote jaloezie, die ze ook projecteert op Tijgerlelie. Wendy wil een echt moedertje zijn, wat zelfs voor de tijd van bekende Disney-verfilming van het verhaal uit 1953 als bijzonder conservatief werd ervaren. Wendy is vaak jaloers op Tinkerbel en Tijgerlelie.
Barrie introduceerde de naam Wendy als voornaam, hoewel deze voorheen al wel gebruikt werd als afkorting voor de Welshe naam Gwendoline en als jongensnaam. De oorsprong zou de jeugdige Margaret Henley zijn geweest, een dochter van een vriend van Barrie, die hem "my fwendy" (my friendy) noemde. Margaret Henley overleed in 1895 op zesjarige leeftijd.

## In film & media
Actrices die de rol van Wendy Schat (Darling) hebben vervuld:
- Mary Brian in Peter Pan, 1924
- Maggie Smith & Gwyneth Paltrow in Hook, 1990 (als respectievelijk oude en jonge Wendy)
- Rachel Hurd Wood in Peter Pan, 2003
- Freya Tingley in Once Upon a Time..., 2013-
- Hazel Doupe in Peter and Wendy (tv-film), 2015
- Ever Anderson in Peter Pan & Wendy, 2023